# Joseph Barnby
Joseph Barnby, né le 12 août 1838 - 28 janvier 1896, est un compositeur et chef d'orchestre britannique.

## Biographie
Barnby naît à York, fils de Thomas Barnby qui est organiste. Joseph est choriste à la Cathédrale d'York à partir de l'âge de 7 ans, est formé à la Royal Academy of Music par Cipriani Potter et Charles Lucas, et nommé organiste de St Andrew's, Wells Street à Londres en 1862 où il se distingue à ce poste par un haut degré d'excellence.
Il est chef du « Barnby's Choir » à partir de 1864 et en 1871 est nommé chef de la Royal Albert Hall Choral Society pour succéder à Charles Gounod, poste qu'il occupe jusqu'à sa mort. En 1875, il est precentor et directeur de la musique du Eton College et en 1892 est nommé principal de la Guildhall School of Music and Drama et honoré du titre de chevalier en juillet de cette année. Parmi ses compositions on compte un oratorio Rebekah, The Lord is King (Psaume 97), de nombreux services (en) et antiennes et 246 airs de cantique (en) (publiés en 1897 en un volume), ainsi que quelques chants à parties (entre autres le populaire Sweet and Low) et pièces pour orgue.
Il contribue largement à stimuler l'intérêt pour la musique sacrée de Gounod parmi la partie la moins instruites de la population de Londres, bien qu'il montre peu de sympathie pratique pour l'opéra. Il organise cependant une remarquable version pour concert de Parsifal au Royal Albert Hall à Londres en 1884 et par la suite dirige le festival de Cardiff de 1892 à 1895. Il meurt à Londres et, après un service funéraire spécial à la cathédrale St Paul, est enterré au cimetière de West Norwood.